# Lochem
Lochem () è una municipalità dei Paesi Bassi di 33 437 abitanti facente parte della provincia della Gheldria e situata nella regione dell'Achterhoek.
Il 1º gennaio 2005 vi si è unito l'ex-comune di Gorssel.